# Boucles de l'Aulne
Boucles de l'Aulne (officielt Boucles de l'Aulne-Châteaulin) er et fransk endagsløb i landevejscykling som arrangeres hvert år i ultimo maj/primo juni. Løbet er blevet arrangeret siden 1931. Løbet er af UCI klassificeret som 1.1 og er en del af UCI Europe Tour. 

## Vindere
| År                                           | Vinder                  | Toer                    | Treer                   |        |
| -------------------------------------------- | ----------------------- | ----------------------- | ----------------------- | ------ |
| Grand Prix Le Télégramme                     |                         |                         |                         |        |
| 1935                                         | Pierre Cloarec          | Paul Keravec            | François Favé           |        |
| 1936                                         | Pierre Cloarec          | François Lucas          | Pierre Cogan            |        |
| 1937                                         | Pierre Cogan            | Gino Sciardis           | Pierre Cloarec          |        |
| 1938                                         | Pierre Cogan            | Christophe Taeron       | Raymond Louviot         |        |
| 1945                                         | Sylvère Jezo            | Jean-Marie Goasmat      | Jean Robic              |        |
| 1946                                         | Roger Lambrecht         | Raymond Scardin         | Oreste Beghetti         |        |
| 1947                                         | Guy Butteux             | Roger Lambrecht         | André Mahé              |        |
| 1948                                         | Amand Audaire           | Éloi Tassin             | Roger Lévêque           |        |
| 1939-1944 ikke arrangeret Circuit de l'Aulne |                         |                         |                         |        |
| 1949                                         | Louison Bobet           | Jean-Marie Goasmat      | André Gall              |        |
| 1950                                         | Pierre Molinéris        | Édouard Muller          | Yvon Nedelec            |        |
| 1951                                         | Robert Desbats          | Fernand Picot           | Georges Gilles          |        |
| 1952                                         | Rik Van Steenbergen     | Adolphe Deledda         | Jacques Dupont          |        |
| 1953                                         | Louison Bobet           | Joseph Le Cadet         | Jacques Anquetil        |        |
| 1954                                         | Fernand Picot           | Fritz Schär             | Maurice Nauleau         |        |
| 1955                                         | Jacques Dupont          | Jean Bobet              | Jean Bourlès            |        |
| 1956                                         | Valentin Huot           | Fred De Bruyne          | André Darrigade         |        |
| 1957                                         | Amand Audaire           | Albert Bouvet           | Valentin Huot           |        |
| 1958                                         | Gérard Saint            | Fred De Bruyne          | Louison Bobet           |        |
| 1959                                         | Jean Gainche            | Louison Bobet           | Joseph Groussard        |        |
| 1960                                         | Jean Stablinski         | Joseph Morvan           | Joseph Velly            |        |
| 1961                                         | Joseph Morvan           | Jacques Simon           | André Darrigade         |        |
| 1962                                         | Jacques Anquetil        | Manuel Manzano          | André Darrigade         |        |
| 1963                                         | Rik Van Looy            | Frans Melckenbeeck      | Rudi Altig              |        |
| 1964                                         | Rik Van Looy            | Jean Stablinski         | Jean Gainche            |        |
| 1965                                         | Guy Ignolin             | Jacques Anquetil        | François Hamon          |        |
| 1966                                         | Eddy Merckx             | Felice Gimondi          | Lucien Aimar            |        |
| 1967                                         | Raymond Poulidor        | Roger Pingeon           | Guy Ignolin             |        |
| 1968                                         | Jacques Anquetil        | Raymond Poulidor        | Felice Gimondi          |        |
| 1969                                         | Eddy Merckx             | Eric De Vlaeminck       | Julien Stevens          |        |
| 1970                                         | Walter Godefroot        | Franco Bitossi          | Eddy Merckx             |        |
| 1971                                         | Luis Ocaña              | Herman Vanspringel      | Jean-Claude Daunat      |        |
| 1972                                         | Cyrille Guimard         | Walter Godefroot        | Eddy Merckx             |        |
| 1973                                         | Roger De Vlaeminck      | Bernard Thévenet        | Luis Ocaña              |        |
| 1974                                         | Herman Vanspringel      | Alain Santy             | Roger De Vlaeminck      |        |
| 1975                                         | Eddy Merckx             | Hennie Kuiper           | Alain Santy             |        |
| 1976                                         | Joop Zoetemelk          | Bernard Thévenet        | Eddy Merckx             |        |
| 1978                                         | Bernard Hinault         | Roger De Vlaeminck      | Joop Zoetemelk          |        |
| 1979                                         | Bernard Hinault         | Walter Godefroot        | Roger Legeay            |        |
| 1980                                         | Daniel Willems          | Bernard Hinault         | Jacques Bossis          |        |
| 1981                                         | Bernard Hinault         | Francesco Moser         | Gerrie Knetemann        |        |
| 1982                                         | Francesco Moser         | Marc Madiot             | Jacques Bossis          |        |
| 1983                                         | Laurent Fignon          | Seán Kelly              | Robert Alban            |        |
| 1984                                         | Marc Madiot             | Bernard Bourreau        | Gilbert Duclos-Lassalle |        |
| 1985                                         | Bernard Hinault         | Marc Madiot             | Gilbert Duclos-Lassalle |        |
| 1987                                         | Gilbert Duclos-Lassalle | Jean-François Bernard   | Laurent Fignon          |        |
| 1988                                         | Franck Pineau           | Dominique Arnaud        | Yves Bonnamour          |        |
| 1989                                         | Charly Mottet           | Greg LeMond             | Laurent Fignon          |        |
| 1990                                         | Ronan Pensec            | Jean-Claude Colotti     | Greg LeMond             |        |
| 1991                                         | Jean-François Bernard   | Gianni Bugno            | Miguel Indurain         |        |
| 1992                                         | Miguel Indurain         | Gilbert Duclos-Lassalle | Thierry Marie           |        |
| 1993                                         | Gérard Rué              | Jean-Claude Colotti     | Laurent Jalabert        |        |
| 1994                                         | Richard Virenque        | Chris Boardman          | Stéphane Heulot         |        |
| 1995                                         | Laurent Jalabert        | Bjarne Riis             | Eddy Seigneur           |        |
| 1996                                         | Abraham Olano           | Richard Virenque        | Jevgenij Bersin         |        |
| 1997                                         | Laurent Jalabert        | Richard Virenque        | Ronan Pensec            |        |
| 1998                                         | Marco Pantani           | Luc Leblanc             | Frank Vandenbroucke     |        |
| 1999                                         | Claude Lamour           | Vincent Cali            | Charles Guilbert        |        |
| 2000                                         | Walter Bénéteau         | Patrice Halgand         | Saulius Ruškys          |        |
| 2001                                         | Patrice Halgand         | Marcus Ljungqvist       | Stéphane Heulot         |        |
| 2002                                         | Christopher Jenner      | Olivier Asmaker         | Christophe Rinero       |        |
| 2003                                         | Walter Bénéteau         | Sandy Casar             | Manu Lhoir              |        |
| 2004                                         | Frédéric Finot          | Alexandre Naulleau      | Sergey Krushevskiy      |        |
| Boucles de l'Aulne                           |                         |                         |                         |        |
| 2006                                         | Johan Coenen            | Walter Bénéteau         | Benoît Sinner           |        |
| 2007                                         | Romain Feillu           | Saïd Haddou             | Leonardo Duque          |        |
| 2008                                         | Romain Feillu           | Nico Sijmens            | Christophe Mengin       |        |
| 2009                                         | Maxime Bouet            | Anthony Roux            | Mickaël Larpe           |        |
| 2005 ikke arrangeret                         |                         |                         |                         |        |
| 2010                                         | Jean-Luc Delpech        | Laurent Pichon          | Romain Hardy            |        |
| 2011                                         | Martijn Keizer          | Anthony Delaplace       | Anthony Charteau        |        |
| 2012                                         | Sébastien Hinault       | Laurent Pichon          | Romain Feillu           |        |
| 2013                                         | Matthieu Ladagnous      | Yannick Martinez        | Armindo Fonseca         |        |
| 2014                                         | Alexis Gougeard         | Rémy Di Grégorio        | Rudy Kowalski           |        |
| 2015                                         | Alo Jakin               | Steven Tronet           | Laurent Pichon          |        |
| 2016                                         | Samuel Dumoulin         | Arthur Vichot           | Clément Venturini       |        |
| 2017                                         | Odd Christian Eiking    | David Gaudu             | Laurent Pichon          |        |
| 2018                                         | Kévin Le Cunff          | Arthur Vichot           | Guillaume Martin        |        |
| 2019                                         | Alexis Gougeard         | Quentin Jauregui        | Julien El Fares         |        |
| 2020                                         | aflyst                  | aflyst                  | aflyst                  | aflyst |
| 2021                                         | Stan Dewulf             | Valentin Madouas        | Mathieu Burgaudeau      |        |
| 2022                                         | Idar Andersen           | Jesús Herrada           | Stan Dewulf             |        |
| 2023                                         | Greg Van Avermaet       | Florian Vermeersch      | Jon Barrenetxea         |        |
| 2024                                         | Axel Zingle             | Alexandre Delettre      | Mads Würtz Schmidt      |        |
| 2025                                         |                         |                         |                         |        |